# Hoplophorella oidematos
Hoplophorella oidematos är en kvalsterart som först beskrevs av Wojciech Niedbała 2004.  Hoplophorella oidematos ingår i släktet Hoplophorella och familjen Phthiracaridae. Inga underarter finns listade i Catalogue of Life.